# Toxorhina gressitti
Toxorhina gressitti är en tvåvingeart som beskrevs av Alexander 1962. Toxorhina gressitti ingår i släktet Toxorhina och familjen småharkrankar. Inga underarter finns listade i Catalogue of Life.